# Zoe Baker
Zoe Baker, née le 29 février 1976 en Angleterre, est une nageuse spécialiste de la brasse.
Depuis janvier 2005, elle nage sous les couleurs de la Nouvelle-Zélande.

## Palmarès

### Championnats du monde
- Championnats du monde 2001 à Fukuoka (Japon) :
  -  Médaille de bronze sur 50 m brasse

- Championnats du monde 2003 à Barcelone (Espagne) :
  -  Médaille de bronze sur 50 m brasse

- Championnat du monde en petit bassin 2002 à Moscou (Russie) :
  -  Médaille de bronze sur 50 m brasse

### Championnats d'Europe
- Championnats d'Europe 1999 à Istanbul (Turquie) :
  -  Médaille d'argent sur 50 m brasse
  -  Médaille de bronze sur 4x100 m 4 nages

- Championnats d'Europe 2000 à Helsinki (Finlande) :
  -  Médaille d'argent sur 50 m brasse

- Championnat d'Europe en petit bassin 1999 à Lisbonne (Portugal): 
  -  Médaille d'or sur 50 m brasse

### Jeux du Commonwealth
- Jeux du Commonwealth de 2002 à Manchester (Royaume-Uni) :
  -  Médaille d'or sur 50 m brasse

- Jeux du Commonwealth de 2006 à Melbourne (Australie) :
  - 4e place

## Records personnels
- grand bassin
  - 30 s 57 sur 50 m brasse
  - 1 min 10 s 76 sur 100 m brasse

- petit bassin
  - 30 s 31 sur 50 m brasse
  - 1 min 8 s 63 sur 100 m brasse

## Records battus (50 m brasse)
- monde
  - grand bassin
    - 30 s 57 le 30 juillet 2002

- - petit bassin
    - 30 s 53 le 4 janvier 2002
    - 30 s 51 le 15 janvier 2002
    - 30 s 31 le 27 janvier 2002

- Europe
  - grand bassin
    - 31 s 54 en juin 1999
    - 31 s 43 le 29 juillet 1999
    - 31 s 23 le 26 juillet 2001
    - 31 s 04 le 10 avril 2002
    - 31 s 03 le 30 juillet 2002
    - 30 s 57 le 30 juillet 2002
    - 30 s 53 le 4 janvier 2002
    - 30 s 51 le 15 janvier 2002
    - 30 s 31 le 27 janvier 2002

- - petit bassin
    - 30 s 97 le 3 août 2001
    - 30 s 78 le 20 octobre 2001
    - 30 s 61 le 9 décembre 2001
    - 30 s 53 le 4 janvier 2002
    - 30 s 51 le 15 janvier 2002
    - 30 s 31 le 27 janvier 2002

- 4 records du Commonwealth

- 13 records britanniques

- record néo-zélandais en 31 s 21 le 1er avril 2005